# Литковий м'яз
Ли́тка, литко́вий м'яз (лат. musculus gastrocnemius) — двоголовий м'яз на задній поверхні гомілки людини. Розміщений над камбалоподібним м'язом (m. soleus), разом з яким кріпиться до п'яти через товсте ахіллове сухожилля.

## Опис
Литковий м'яз утворений двома потужними м'ясистими голівками — медіальною і латеральною. Більш потужна медіальна голівка (caput mediale) починається від підколінної поверхні над медіальним виростком стегнової кістки, а латеральна голівка (caput laterale) — симетрично до неї, але трохи нижче, над латеральним виростком стегнової кістки. Під кожним з сухожилків зазначених голівок на їхніх скульцях розташовуються, відповідно, медіальна підсухожильна сумка литкового м'яза (bursa subtendinea m. gastrocnemii medialis) і латеральна підсухожильна сумка литкового м'яза (bursa subtendinea m. gastrocnemii lateralis). Своїми початковими відділами головки обмежують знизу підколінну ямку. Прямуючи донизу, обидві голівки з'єднуються разом приблизно на середині гомілки, а потім переходять у спільний сухожилок, який зливається з сухожиллям камбалоподібного м'яза та переходить у масивне п'яткове (ахіллове) сухожилля (tendo calcaneus (Achillis)), що прикріплюється до задньої поверхні бугра п'яткової кістки.
До функціональної діяльності м'яза належать насамперед рух стопи у сагітальній площині та стабілізація тіла під час руху (ходьби чи бігу).
Антагоністом є передній великогомілковий м'яз. Кожна з голів литкового м'яза іннервується гілками великогомілкового нерва з коренем у S1 і S2. Площу шкірного покриву м'яза іннервують нерви з корінців L4, L5 і S2.

## Клінічна картина
У разі перенапруження литкового м'яза у ньому можуть виникати судоми. Крім того, судоми можуть свідчити про розлади їхнього артеріального і венозного кровопостачання, а також про нестачу мікроелементів і недостатнє стимулювання м'язів нервами. Травми литкового м'яза можуть статися у випадку навантаження, що перевищує можливості м'яза, іноді від удару по ньому, а також від некритичного, але повторюваного навантаження — наприклад, у тих, хто займається бігом, баскетболом або футболом. Також голівки патологічно збільшеного литкового м'яза можуть здавлювати артерію біля підколінної ямки, що може призвести до синдрому підколінної артерії.

## Зображення

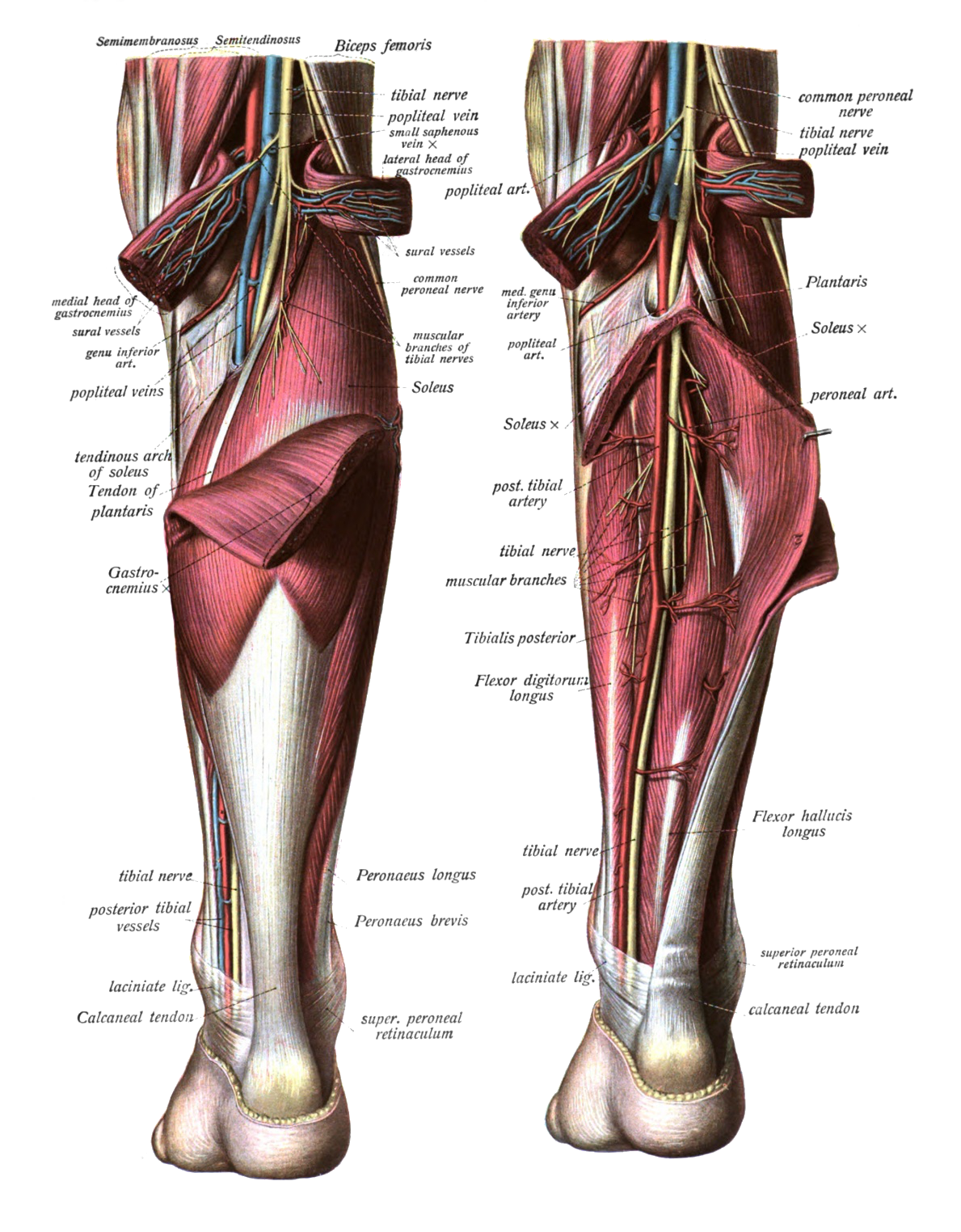
Нерви, артерії та вени литкового і камбаловидного м'язів.
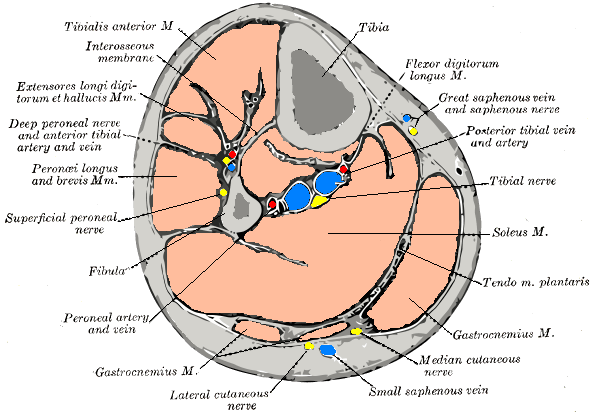
Перетин по середині лівої ноги (вид зверху).
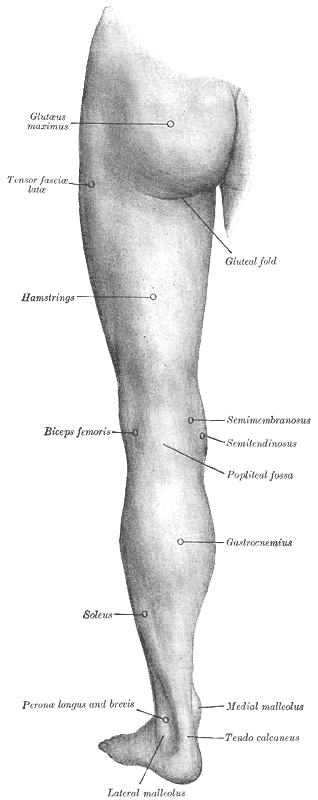
Задня частина лівої нижньої кінцівки.
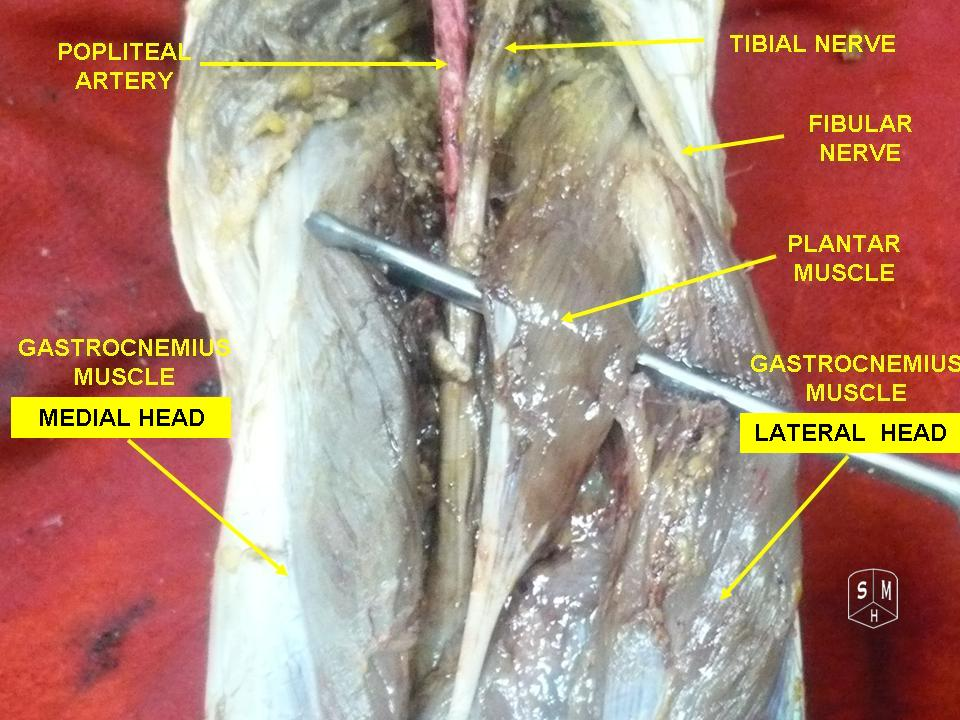
Литковий м'яз.
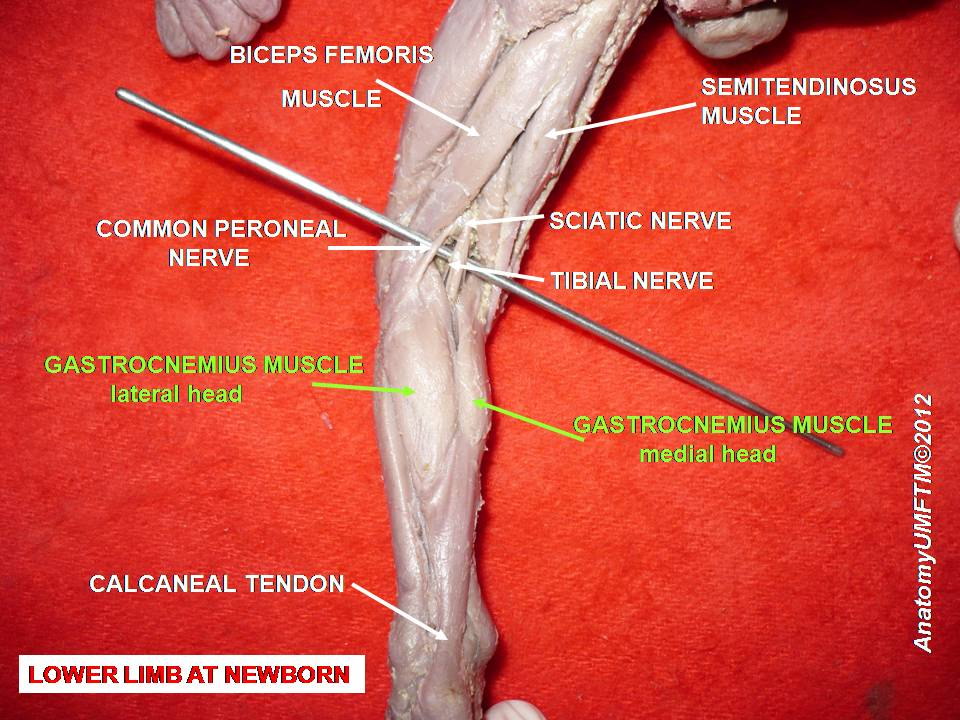
Литковий м'яз.
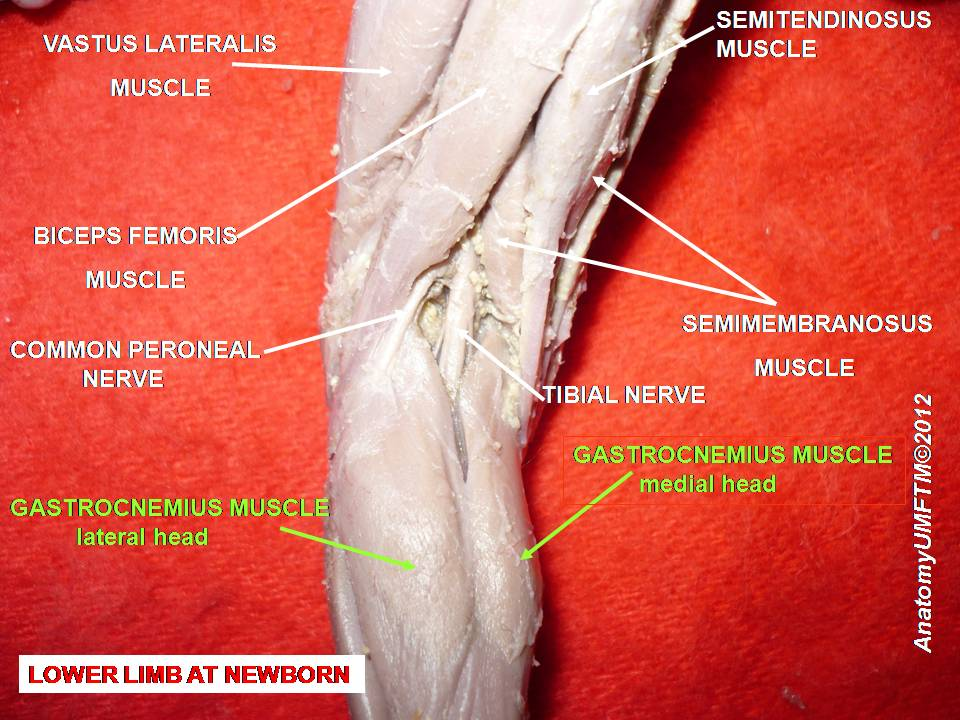
Литковий м'яз.